# Escama (arquitectura)

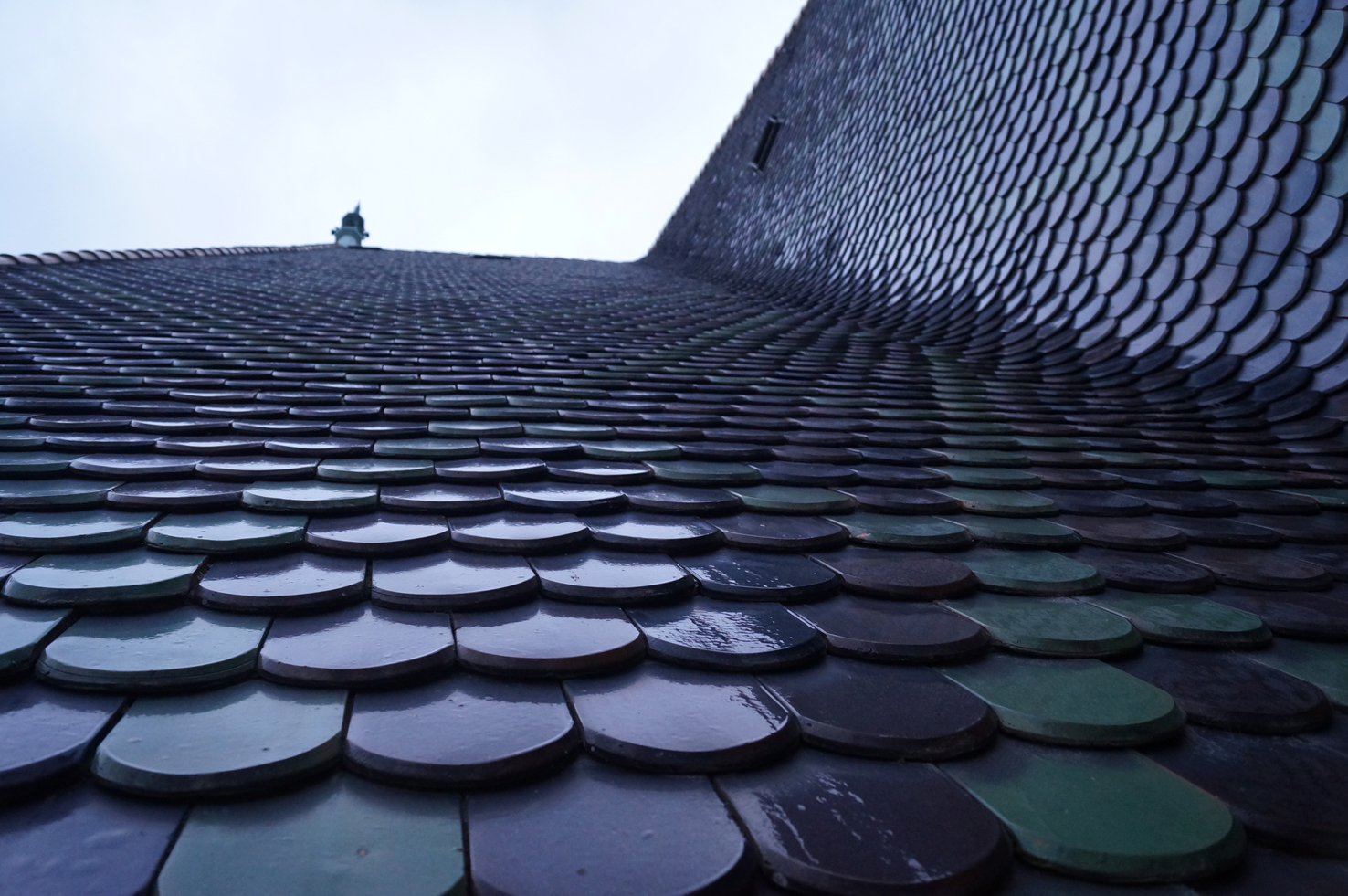
Escamas en la catedral de St. Stephen, en Viena

Se conoce como escama a un motivo de ornamentación arquitectónica formado por piezas semicirculares o de hojas cortadas que sirven generalmente para decorar los paramentos de muros inclinados o simular una techumbre. 
Las escamas aparecen en el siglo XII y son cuadradas, romboidales, de punta romboidal o semicirculares. En el siglo XIII adoptan formas bastante variadas, y en ciertos monumentos del Renacimiento se han hallado preciosos ejemplares casi todos recortados en semicírculo.

## Pizarras escamadas
Se llaman pizarras escamadas a las pizarras redondeadas o dentelladas formando un ángulo agudo que se usan principalmente para cubrir las torrecillas, pabellones, techumbres circulares y en algunas ocasiones, sobre todo en la Edad Media, para resguardar de la lluvia las vigas verticales de una casa de construcción ensamblada. 